# Morgantown (Indiana)
Morgantown è un comune degli Stati Uniti d'America, situato nello Stato dell'Indiana, nella contea di Morgan.